# Emsaue und Mussenbachaue
Das Naturschutzgebiet Emsaue und Mussenbachaue liegt auf dem Gebiet der Gemeinde Everswinkel und der Stadt Warendorf im Kreis Warendorf in Nordrhein-Westfalen.
Das etwa 102,25 ha große Gebiet, das im Jahr 1991 unter Naturschutz gestellt wurde, erstreckt sich westlich der Kernstadt Warendorf entlang des Mussenbaches. Am nördlichen Rand des Gebietes verläuft die B 64, im südlichen Bereich kreuzt die Landesstraße L 793 das Gebiet.
Die Unterschutzstellung erfolgt zur Erhaltung und Wiederherstellung einer durchgehenden, weitgehend naturnahen Flussauenlandschaft als Hauptachse eines Biotopverbundes von landesweiter Bedeutung.